# 克魯姆 (佛羅里達州)
克魯姆（英語：Croom）是位於美國佛羅里達州赫爾南多縣的一個非建制地區。該地的面積和人口皆未知。

## 地理
克魯姆的座標為28°35′17″N 82°13′37″W / 28.58806°N 82.22694°W，而該地的平均海拔高度為15米（即50英尺）。